# سارال سفلي
سارال سفلي هي قرية في مقاطعة نقدة، إيران. يقدر عدد سكانها بـ 142 نسمة بحسب إحصاء 2016.